# Багдасаров, Хачик Саакович
Хачик Саа́кович Багдаса́ров (арм. Խաչիկ Սահակի Բաղդասարով; 21 мая 1929, Самарканд — 5 октября 2013, Москва) — советский и российский учёный-кристалловед, член-корреспондент РАН (07.12.1991). Доктор физико-математических наук (1971), профессор (1973). Лауреат Государственной премии СССР (1972). Лауреат Государственной премии России (2000). Лауреат премии имени Е. С. Федорова (2003, за цикл работ «Создание основ высокотемпературной кристаллизации»).

## Биография
Родился в городе Самарканде Узбекской ССР.
В 1946—1951 годах учился на металлургическом факультете Московского института стали. Работал сменным мастером, технологом Дмитровского экскаваторного завода.
Окончил аспирантуру Института кристаллографии Академии наук СССР. В 1957 году после защиты кандидатской диссертации получил учёное звание «кандидат химических наук».
С 1956 года работал в Институте кристаллографии РАН (лаборант, младший научный сотрудник, старший научный сотрудник).
В 1964—1987 годах — заведующий отделом кристалловедения РАН.
С 2003 года заведующий отделом высокотемпературной кристаллизации.
Основные научные работы по физической химии неорганических тугоплавких кристаллов, в том числе для лазеров.
Член-корреспондент Академии наук СССР c 7 декабря 1991 года — Секция инженерных наук (материаловедение).
Скончался Х. С. Багдасаров 5 октября 2013 года. Похоронен в Москве на Хованском кладбище (Центральная территория, участок 21).

## Научные труды
- Багдасаров Х. С. Высокотемпературная кристаллизация из расплава. — М.: ФИЗМАТЛИТ, 2004. — 160 с. — ISBN 5-9221-0482-9.
- Багдасаров Х. С., Горяинов Л. А. Тепло- и массоперенос при выращивании монокристаллов направленной кристаллизацией. — М.: ФИЗМАТЛИТ, 2007. — 224 с. — ISBN 978-5-9221-0806-5.

## Награды
- Орден Трудового Красного Знамени (1971),
- Орден «Знак Почёта» (1981),
- Государственная премия СССР (1972),
- Государственная премия России (2000),
- премия имени Е. С. Фёдорова (2003).